# La marrana
Pour plus de détails, voir Fiche technique et Distribution.
La marrana est un film espagnol réalisé par José Luis Cuerda, sorti en 1992.

## Synopsis
Bartolomé, après avoir été prisonnier trois ans en Tunisie revient en Estrémadure pendant l'été 1492.

## Fiche technique
- Titre : La marrana
- Réalisation : José Luis Cuerda
- Scénario : José Luis Cuerda
- Musique : Javier Arias, David del Puerto et Jesús Rueda
- Photographie : Hans Burmann
- Montage : Juan Ignacio San Mateo
- Société de production : Antea Films et Central de Producciones Audiovisuales
- Pays :  Espagne
- Genre : Comédie et historique
- Durée : 100 minutes
- Dates de sortie : 
  -  Espagne : 6 novembre 1992

## Distribution
- Alfredo Landa : Bartolomé
- Antonio Resines : Ruy
- Manuel Alexandre : Fray Jerónimo
- Fernando Rey : Fray Juan
- Agustín González : Ciego
- El Gran Wyoming : le troubadour
- Antonio Gamero : le gérant Mancebía
- Antonio Dechent : Bartolomé de Torres

## Distinctions
Le film a été nommé deux fois aux prix Goya et a remporté le prix du meilleur acteur pour Alfredo Landa.